# Costa Serina
Costa Serina (también, Costa di Serina) es un municipio italiano situado en la provincia de Bérgamo, en Lombardía. Tiene una población estimada, a fines de mayo de 2024, de 900 habitantes.

## Evolución demográfica
| Gráfica de evolución demográfica de Costa Serina entre 1861 y 2024 |
|                                                                    |
| Fuente: ISTAT - Elaboración gráfica de Wikipedia                   |